# 高松琴平電気鉄道13000形貨車
高松琴平電気鉄道13000形貨車（たかまつことひらでんきてつどう13000がたかしゃ）は、高松琴平電気鉄道に在籍する二軸無蓋貨車である。

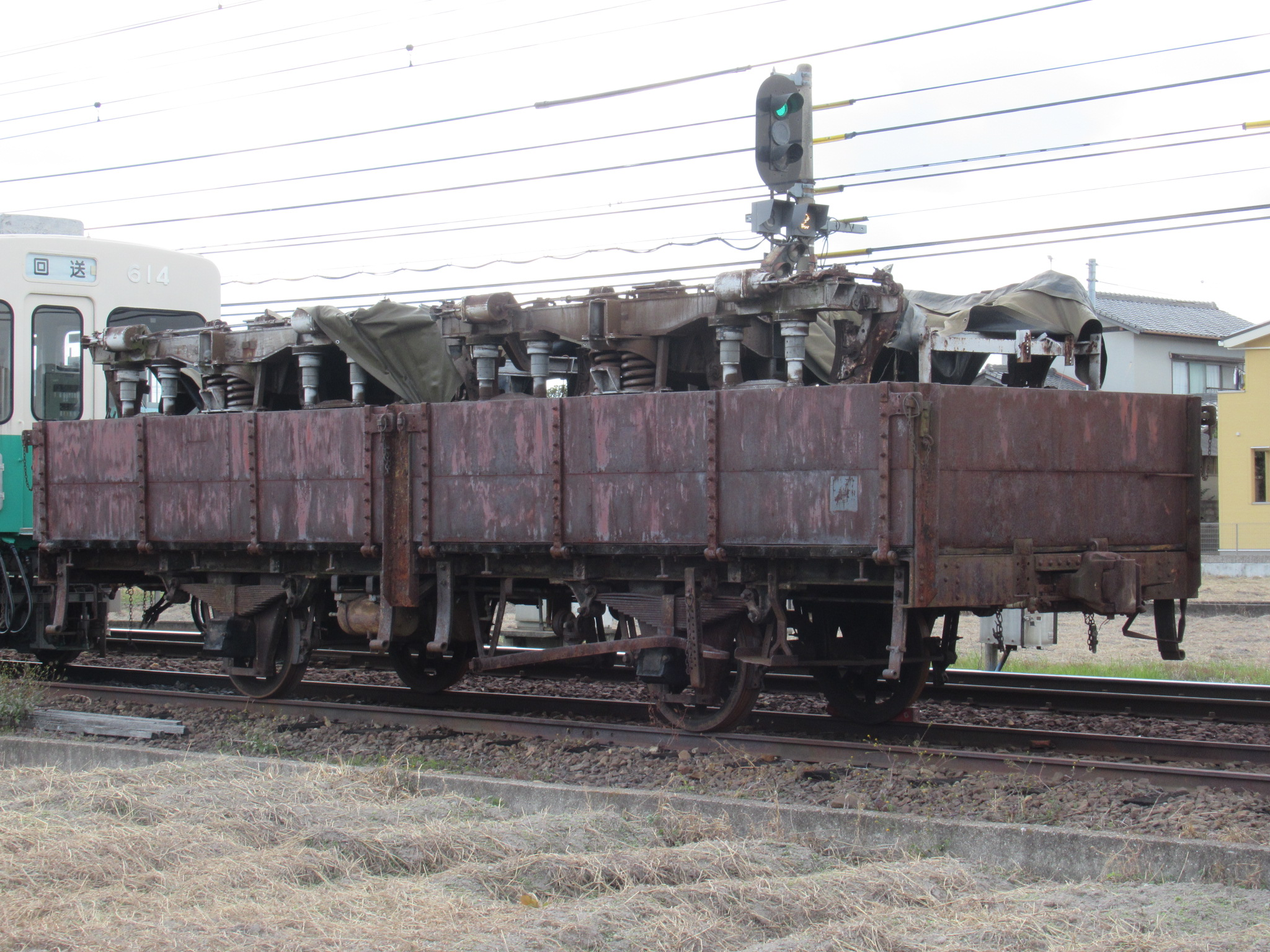
高松琴平電鉄 1310

## 概要
1948年（昭和23年）8月2日付けで、運輸省（国有鉄道）からトラ1形（トラ3131。1930年川崎車輛製）およびトラ20000形（トラ22129）を譲り受けたもので、高松琴平電気鉄道では1310および1320と付番した。同年10月13日付けで標準軌化および電車用制御車への車両設計変更が認可されたが、改軌のみが実施され、電車化は部品不足で一時延期となり、そのまま立ち消えとなった。
1956年（昭和31年）には1320が廃車されたが、1310はそのまま仏生山工場の片隅に留置され続け、車籍は保持されたままであった。しかし、留置場所が複線化で下り線に転用されることから動向が注目されていたが、2025年（令和7年）1月15日に仏生山工場において解体が目撃されている。
1310は、側板と妻板の高さが切り詰められていた。1320の台枠については、電動貨車デカ1形の製作に利用されている。